# RAFAEL Advanced Defense Systems
A Rafael Advanced Defense Systems Ltd. (Héber: רפאל - מערכות לחימה מתקדמות בע"מ, korábban: Rafael Fegyverzetfejlesztési Hivatal) egy izraeli állami tulajdonú hadipari vállalat, amely elsősorban rakétarendszereiről ismert. 2021-ben mintegy 3 milliárd dolláros árbevételt ért el és ezzel a világ 41. legnagyobb árbevételű hadiipari vállalattá vált.

## A cég története
A cég 1948-ban alakult meg Izraeli Védelmi Erők Tudományos Hadtesteként (héber rövidítéssel: HEMED) kifejezetten azzal a céllal, hogy modern fegyvereket fejlesszen ki a nem rég megalakult Izrael állam védereje számára.
1952-ben az alapkutatásokat is végző HEMED-ből kivált a tisztán fegyverek fejlesztésével foglalkozó EMET ügynökség, amely aztán 1954-ben felvette a RAFAEL nevet. A szervezet, amely számos sikeres fegyverrel látta el Izraeli Védelmi Erőket az 1990-es évek közepére veszteségessé vált, reformra szorult. Ennek eredményeként született meg 2002-ben a RAFAEL Advanced Defense Systems Ltd. ezúttal már profitorientált vállalatként, amelynek többségi tulajdonosa továbbra is Izrael Állam.
A RAFAEL számos sikeres exporttermékkel rendelkezik és a világ egyik legnagyobb hadipari vállalatává vált.
Néhány sikeres, ma már nem gyártott RAFAEL termék a múltból:
- Shafrir légiharc-rakéta - az 1973-as Jom Kippuri háborúban az izraeli légierő 176 Shafrir-2 rakétát indított és 106 ellenséges repülőgépet lőtt le velük
- Popeye - elektrooptikai rávezetésű irányított bomba, amelyet az Amerikai Egyesült Államok Légierője is rendszeresített AGM-142 Have Nap néven. A Popeye bombákat a SPICE bombacsalád váltotta a cég kínálatában.
- Shavit 2 - műholdakat űrbe juttatni képes rakéta, amellyel Izrael nyolcadik ország lett amely képes műholdak pályára állítására

## Termékportfólió napjainkban[mikor?]
- Python 5 - kis hatótávolságú infravörös rávezetésű levegő-levegő rakéta
- Derby - közepes és nagy hatótávolságú infravörös rávezetésű levegő-levegő rakéta
- SPICE irányított bombacsalád
- Ice Breaker - taktikai robotrepülőgép
- Litening - felderítő és lézeres célmegjelölő konténer repülőgépek számára. A Magyar Légierő is alkalmazza őket a Gripeneken.
- Spike - páncéltörő és taktikai infravörös rávezetésű rakéta, amely harcjárművekről, hajókról és helikopterekről egyaránt indítható.
- SPYDER - kis, közepes és nagy hatótávolságú légvédelmi rakétarendszer, amely Python 5 és Derby rakéták különféle hatótávolságú változataira épül
- Dávid Parittyája (David's Sling) - elsősorban harctéri ballisztikus rakéták elfogására kifejlesztett nagy hatótávolságú légvédelmi rendszer
- Vaskupola (Iron Dome) - elsősorban tüzérségi rakéták és aknagránátok elfogására kifejlesztett kis és közepes hatótávolságú légvédelmi rendszer
- Vassugár (Iron Beam) - elsősorban tüzérségi rakéták és aknagránátok elfogására kifejlesztett kis lézerfegyver
- Trophy - aktív védelmi rendszer (APS), amely képes a harcjárművekre, harckocsikra kilőtt páncéltörő rakéták semlegesítésére
- Sky Shield - konténeres elektronikai harci rendszer ("radarzavaró") vadászrepülőgépek számára
- Lite Shield - konténeres támadó elektronikai harci rendszer ("radarzavaró") vadászrepülőgépek számára
- Green Shield - konténeres önvédelmi elektronikai harci rendszer ("radarzavaró") vadászrepülőgépek számára
- X-Guard - vontatható "rakétacsali"  vadászrepülőgépek számára

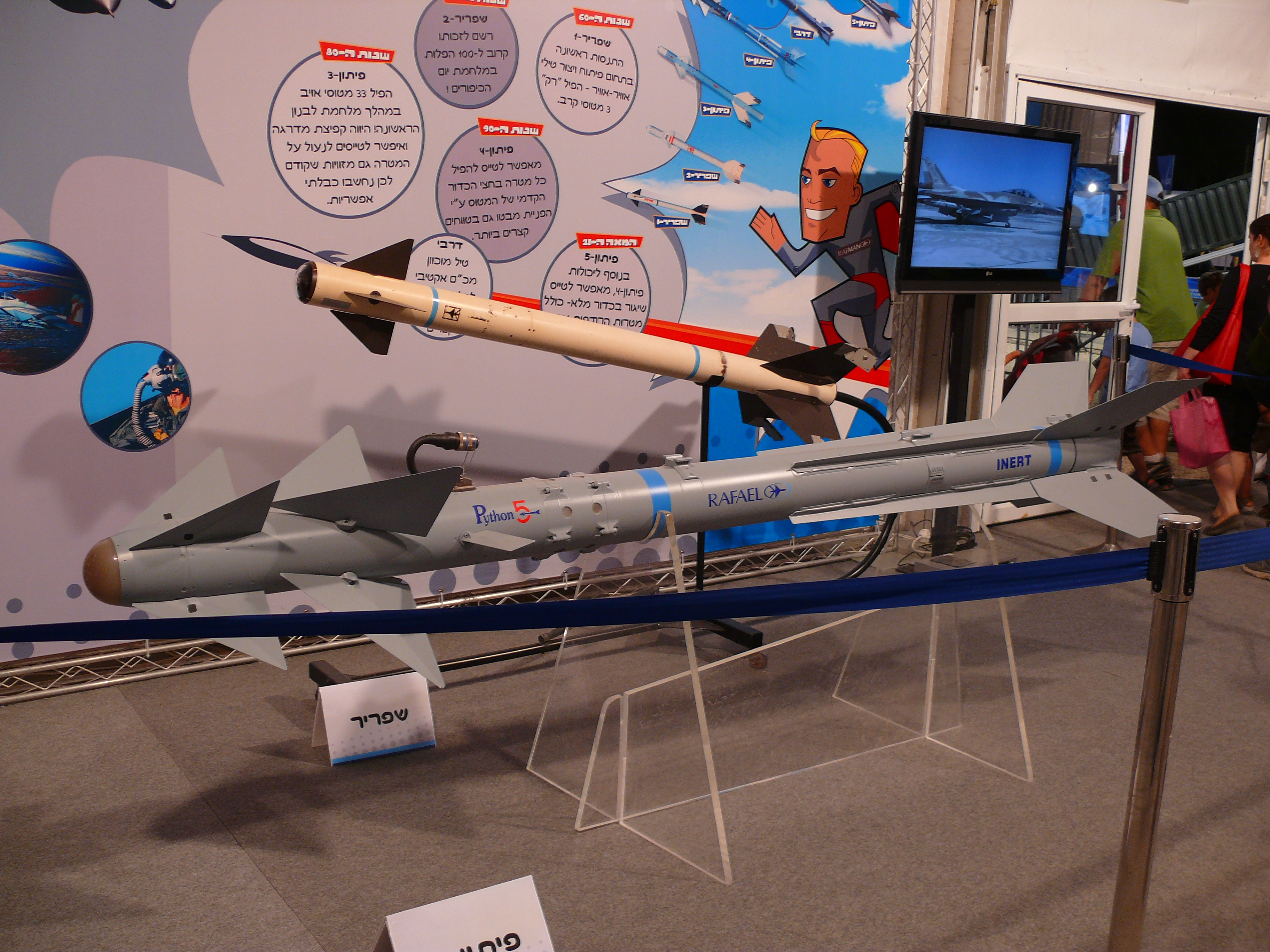
Python 5 rakéta és mögött az őse: a Shafrir
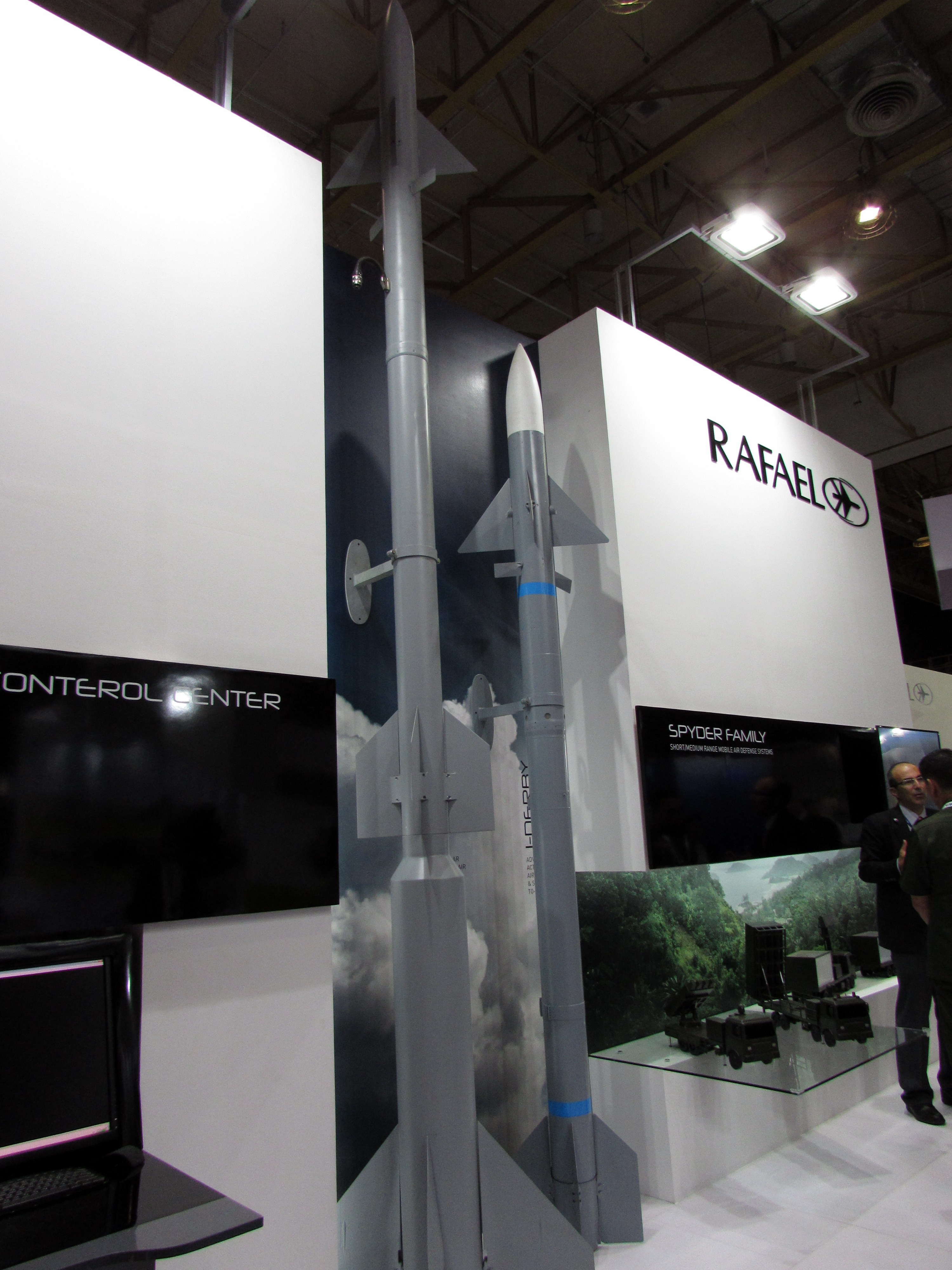
Derby rakéta két változata
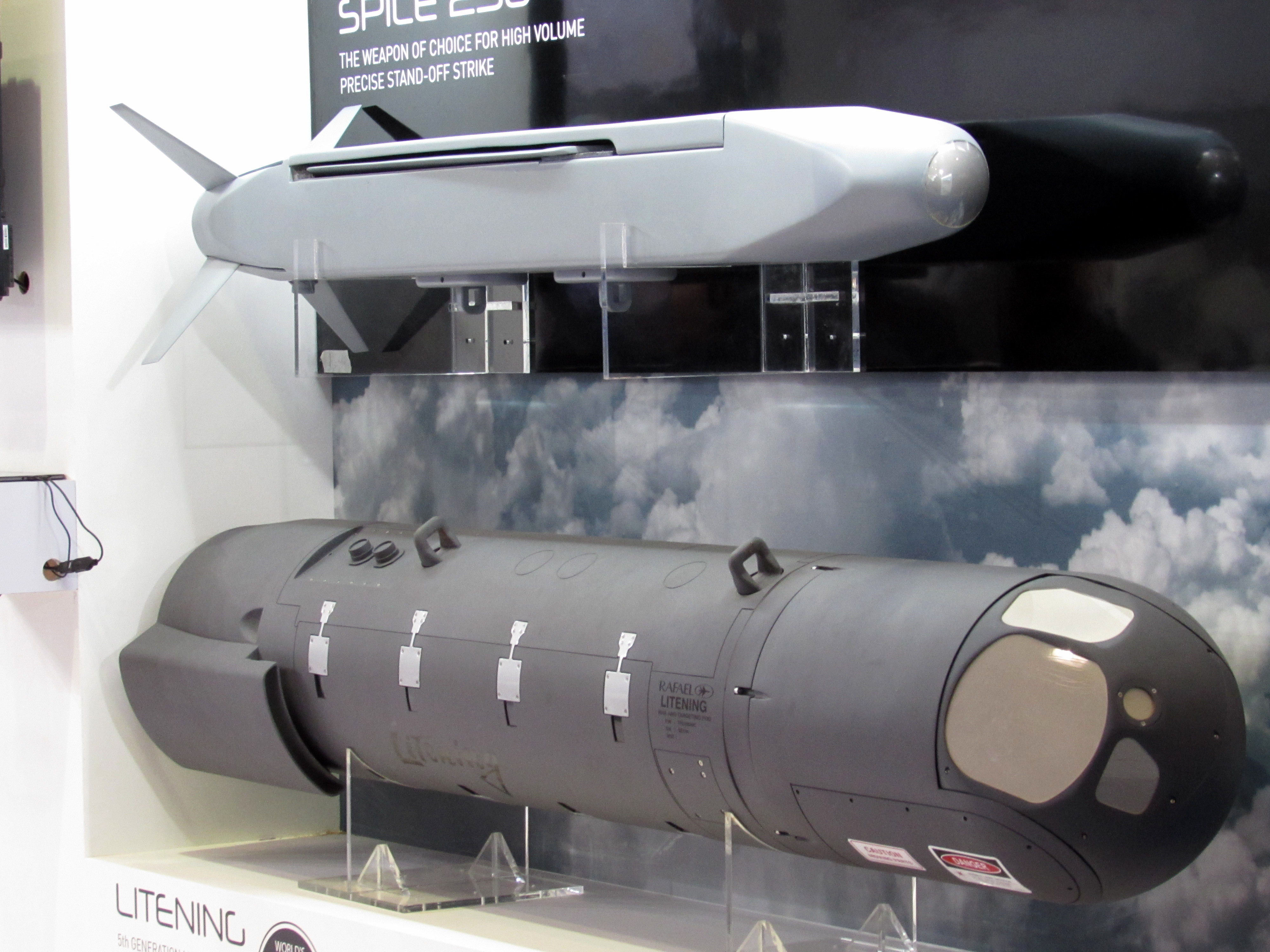
Felül SPICE 250 irányított bomba, alul LITENING célmegjelölő konténer
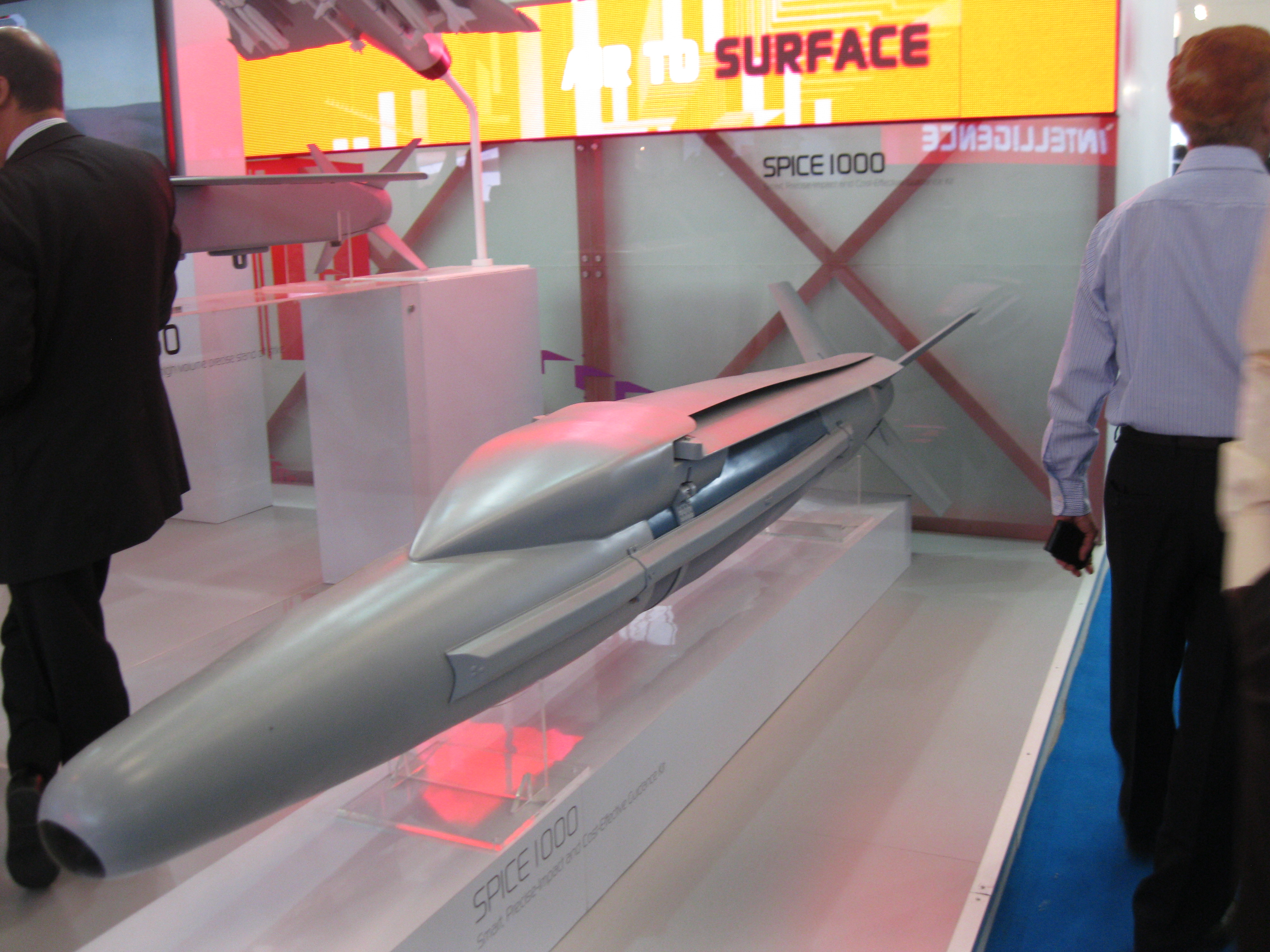
SPICE 1000 irányított siklóbomba
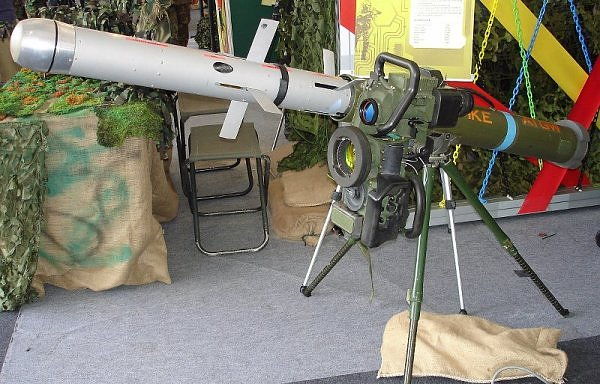
Spike páncéltörő rakéta
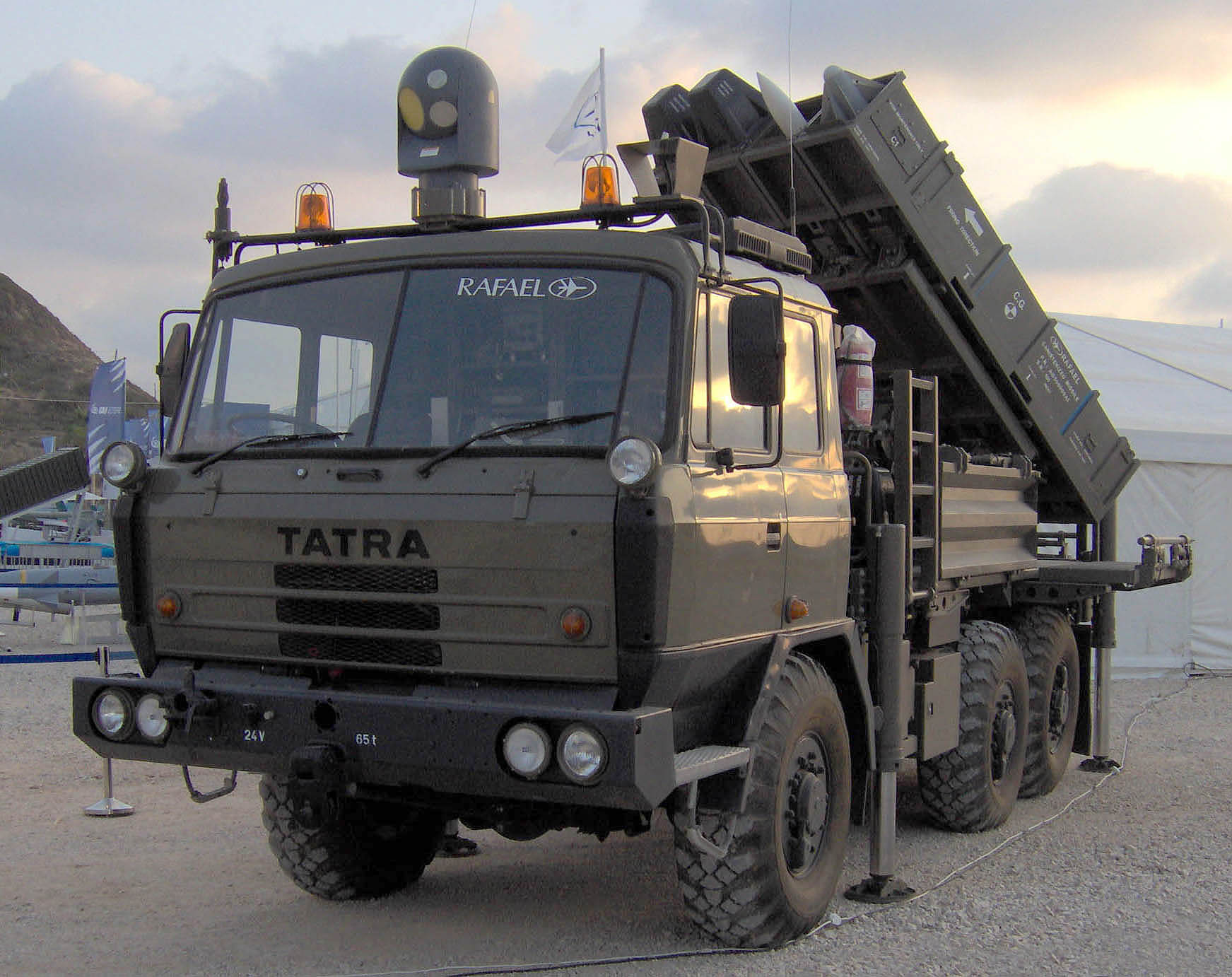
SPYDER légvédelmi rendszer rakétaindítója
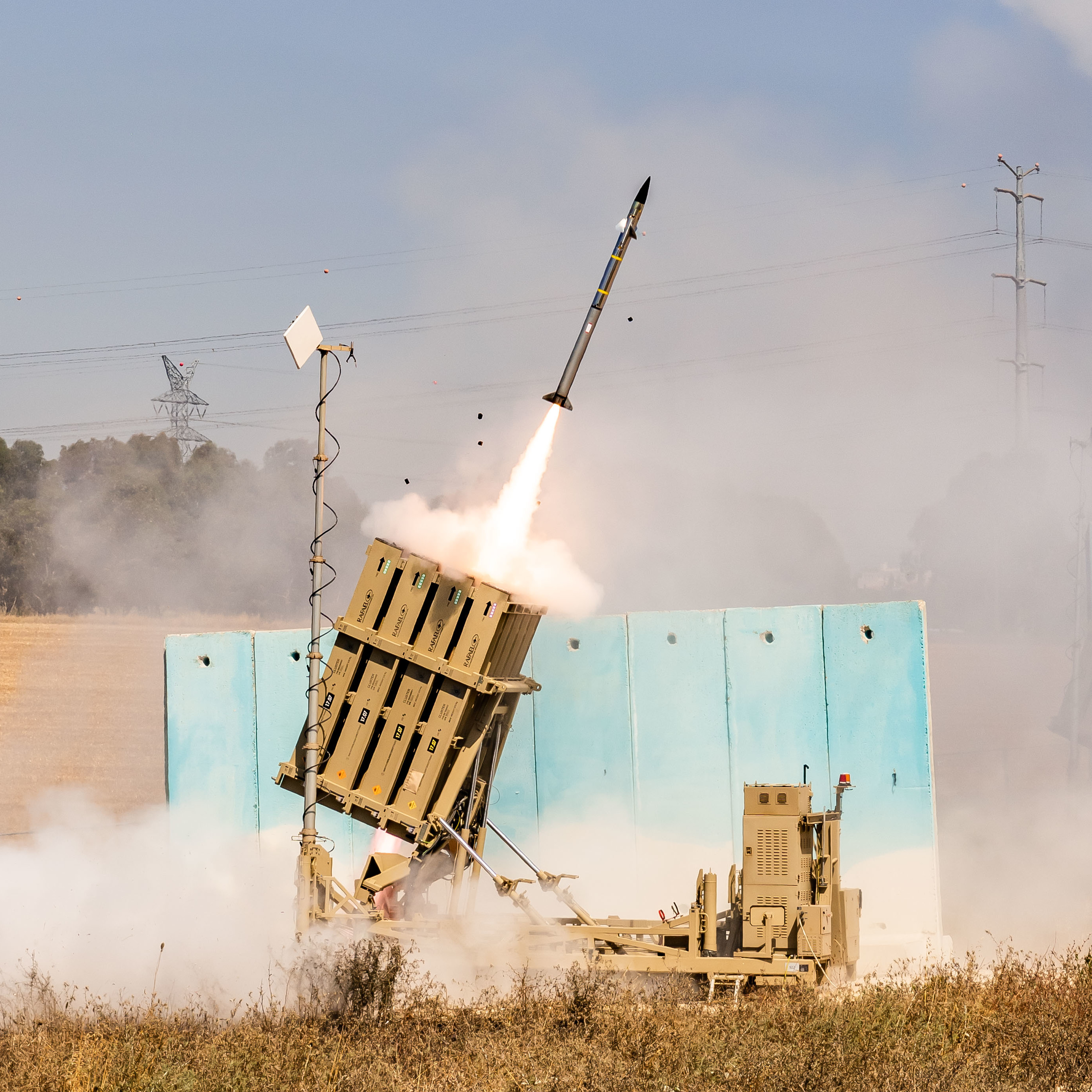
A Vaskupola rakétát indít
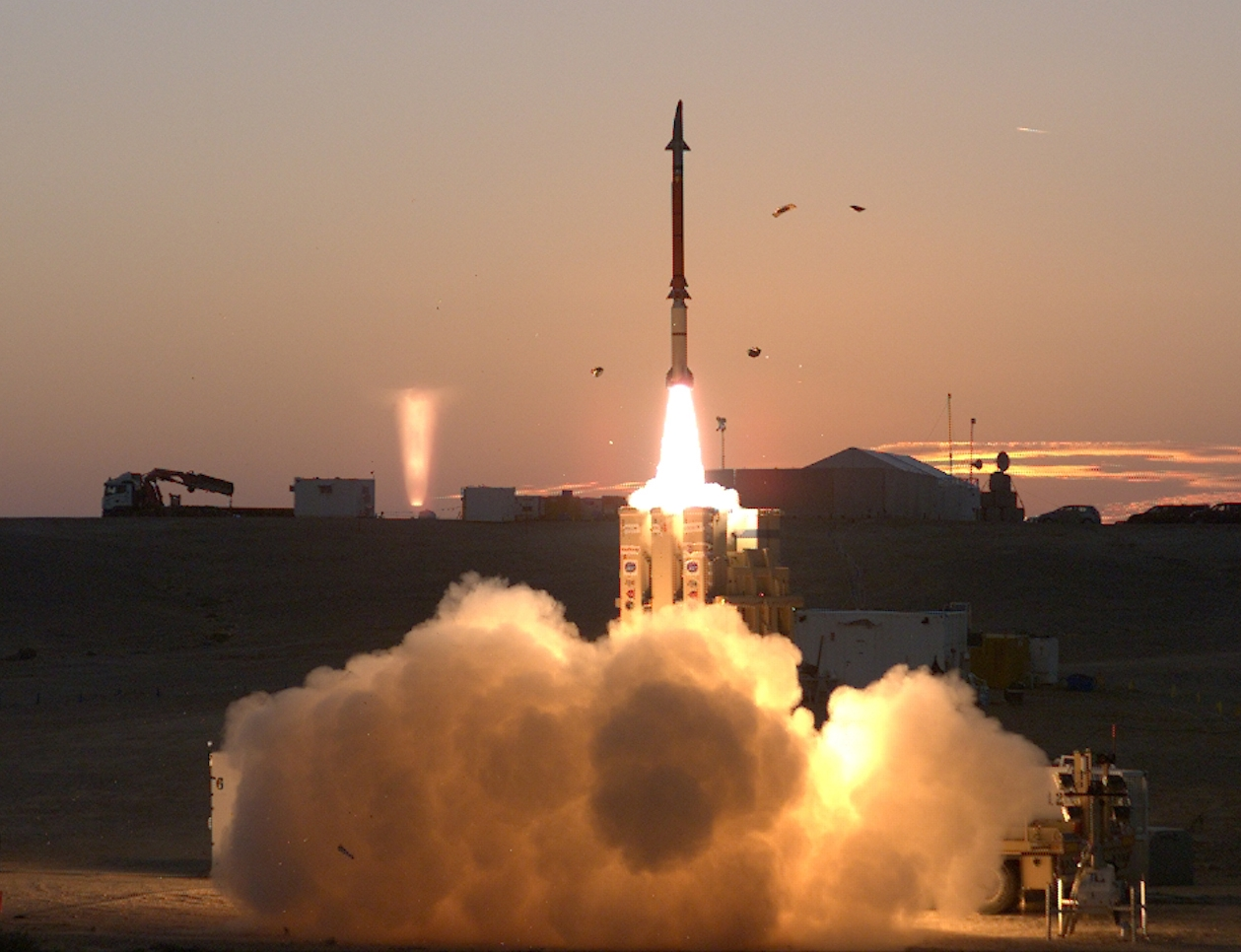
A "Dávid Parittyája" rendszer rakétát lő ki
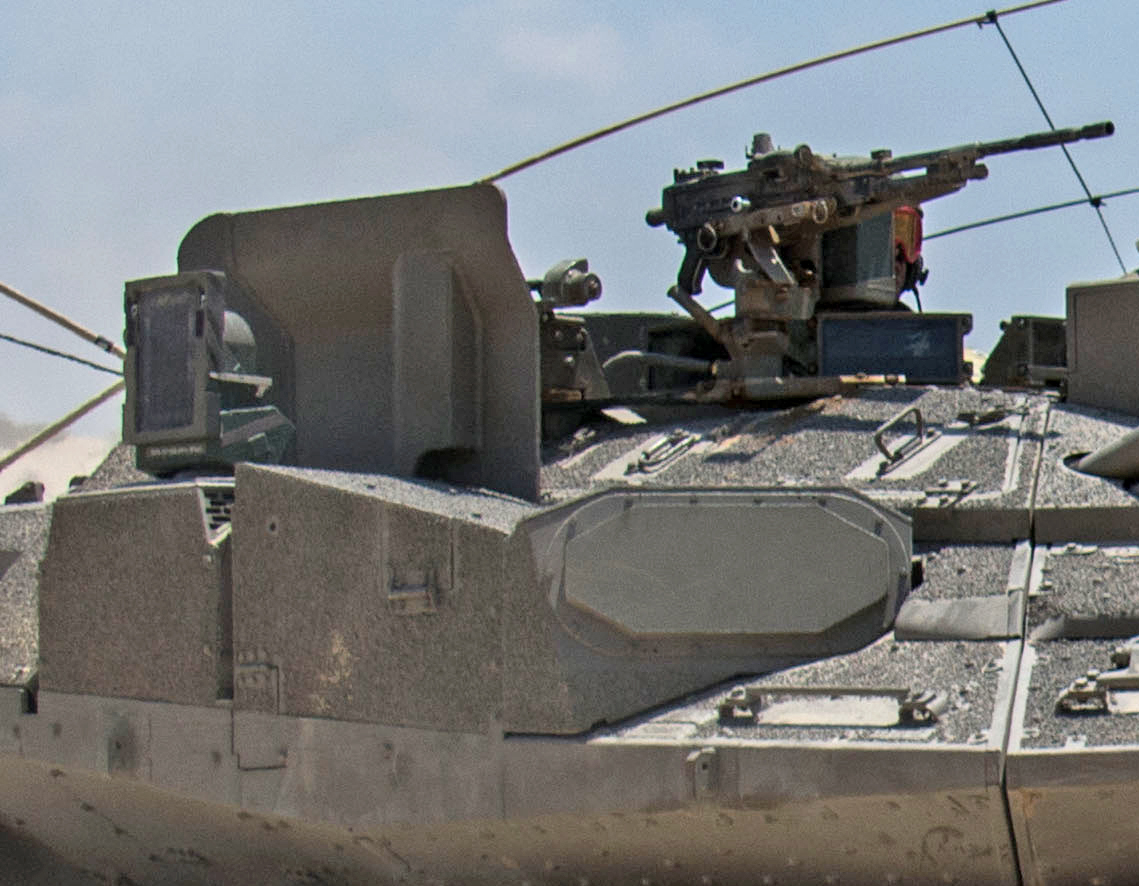
TROPY APS egy Merkava harckocsi tornyán